# Имперфект
Имперфе́кт (лат. imperfectum — «несовершённое, несовершенное») — видо-временная глагольная форма ряда языков мира, обозначающая незавершенное или длительное действие в прошлом. В русском языке соответствует несовершенному виду прошедшего времени. Имперфект имеет также значение таксиса (одновременность действий), а также ряд дополнительных значений в конкретных языках.
Имперфект существовал в большинстве древних индоевропейских языков (греческом, латыни, санскрите, старославянском), семитских (древнееврейском, геэзе), а из современных языков существует прежде всего в романских (французский imparfait, итальянский imperfetto и др.), а из славянских — в сербохорватском, болгарском и македонском. В старославянском, древнерусском, а также в современных болгарском и македонском языках имперфект сочетается не только с лексическим несовершенным видом, но реже и с совершенным. Одна из функций имперфекта в болгарском — передача повторяющегося действия (итератив). В сербохорватском языке имперфект употребляется только с глаголами несовершенного вида.
Термин «имперфект» иногда употребляется применительно к претериту в немецком языке, но ввиду отсутствия в немецком видового противопоставления сейчас чаще употребляется термин «претерит». Применительно к неинодоевропейским и несемитским языкам термин «имперфект» употребляется в грамматических описаниях реже или имеет несколько иное значение: например, в грамматиках финского языка термин «имперфект» применяется к временным формам, обозначающим завершённое действие в неопределенном прошлом, то есть семантически близкое аористу. Имперфект присутствует в чувашском языке.

## В праиндоевропейском языке
Имперфект образовывался присоединением к основе настоящего времени вторичных личных окончаний и аугмента. Древний имперфект сохранился лишь в индоиранских и древнегреческом языках, а также в виде хеттского претерита. Латинский, славянский, балтийский, армянский и кельтские имперфекты — позднего происхождения.
Атематическое спряжение (на примере глагола «быть»):
|               | Языки           | Языки | Реконструкция Семереньи |
| Санскрит      | Древнегреческий |       | Реконструкция Семереньи |
| ------------- | --------------- | ----- | ----------------------- |
| 1 лицо ед. ч. | āsam            | ἦν    | *ēsṃ                    |
| 2 лицо ед. ч. | āḥ, āsīḥ        | ἦσθα  | *ēss                    |
| 3 лицо ед. ч. | āḥ, āsīt        | ἦν    | *ēst                    |
| 1 лицо мн. ч. | āsma            | ἦμεν  | *ēsme                   |
| 2 лицо мн. ч. | āsta            | ἦτε   | *ēste                   |
| 3 лицо мн. ч. | āsan            | ᾔσαν  | *ēsent                  |

Тематическое спряжение (на примере глагола «нести»):
|               | Языки           | Языки    | Реконструкция Семереньи |
| Санскрит      | Древнегреческий |          | Реконструкция Семереньи |
| ------------- | --------------- | -------- | ----------------------- |
| 1 лицо ед. ч. | abharam         | ἔφερον   | *(e)bherom              |
| 2 лицо ед. ч. | abharaḥ         | ἔφερες   | *(e)bheres              |
| 3 лицо ед. ч. | abharat         | ἔφερε    | *(e)bheret              |
| 1 лицо мн. ч. | abharāma        | ἐφέρομεν | *(e)bherome             |
| 2 лицо мн. ч. | abharata        | ἐφέρετε  | *(e)bherete             |
| 3 лицо мн. ч. | abharan         | ἔφερον   | *(e)bheront             |

## В древнерусском и церковнославянском языках
Пример:
- Единственное число:
  - 1-е лицо: писахъ;
  - 2-е лицо: писаше;
  - 3-е лицо: писаше;
- Множественное число:
  - 1-е лицо: писахом;
  - 2-е лицо: писасте;
  - 3-е лицо: писаху.[5]

Означал действие, длившееся в прошлом и незаконченное, или на какой-то прошлый момент незаконченное, или же ряд повторявшихся в прошлом действий. Мог означать также нереализованную попытку или условное наклонение, и в последнем случае не связывался с прошлым (как и в русском форма прошедшего времени в выражениях типа было бы сейчас). Имперфект часто употреблялся для описания обстоятельств, одновременных главному действию в прошлом, которое обычно выражалось аористом.
Основной тип имперфекта — имперфект от глаголов несовершенного вида. В южных диалектах древнерусского языка достаточно широко употреблялся имперфект от глаголов совершенного вида, тогда как в северных и в старославянском языке — очень редко. Основное значение имперфекта совершенного вида — многократно повторявшееся в прошлом действие, каждый раз достигавшее завершения. Однако по форме имперфекта не всегда можно отличить глагол совершенного вида от глагола несовершенного. Например, обличити и обличати имеют одинаковый имперфект обличаше.
В дальнейшем при эволюции русского языка имперфект исчез, причем сначала исчез имперфект от глаголов совершенного вида. Писцы более позднего времени, которые еще понимали значение формы имперфекта, уже могли не понимать значение имперфекта совершенного вида, и при переписывании старых текстов могли заменять его имперфектом несовершенного вида.
Как ни странно, хотя в старославянском имперфект совершенного вида почти не употреблялся, в современном болгарском, который, как и старославянский,  относится к подгруппе южнославянских языков, имперфект совершенного вида употребляется в том же значении, в котором он употреблялся в древнерусском языке из восточнославянской подгруппы.

## Имперфект в болгарском
Имперфект в современном болгарском языке называется минало несвършено време (прошедшее несовершенное время).
Форма имперфекта отсутствует в современном русском языке. В болгарском языке она, напротив, достаточно широко употребима. Имперфект от глаголов несовершенного вида обозначает действие в прошедшем, которое а) длилось и не прекращалось в определенный момент в прошедшем; б) регулярно повторялось в определенный период в прошедшем: а) «като излязохме навън, видяхме, че валеше — когда мы вышли на улицу, увидели, что шел дождь»; б) «цялата есен всеки ден валеше — всю осень каждый день шел дождь». Имперфект от глаголов совершенного вида в болгарском языке употребляется фактически только в придаточных предложениях после предлогов «като, когато, щом» для описания ряда повторяющихся завершенных действий в прошедшем: «като подадяха книги на библиотекарката, тя записваше информацията от картичките в големия журнал — (каждый раз) когда они подавали книги библиотекарю, она записывала информацию с карточек в большой журнал». Примеры спряжения:
- аз исках, търсех, четях
- ти искаше, търсеше, четеше
- той искаше, търсеше, четеше
- ние искахме, търсехме, четяхме
- вие искахте, търсехте, четяхте
- те искаха, търсеха, четяха